# Mahellus
Mahellus  (лат.) — род прыгающих насекомых из семейства цикадок (Cicadellidae). Ориентальная область и Афротропика. Длина 6-7 мм (самки крупнее). Скутеллюм крупный, его длина равна или больше длины пронотума. Голова субконическая, отчётливо уже пронотума. Глаза относительно крупные, полушаровидные. Клипеус вытянутый, узкий. Эдеагус с 2 широкими субапикальными выступами (что отличает его от всех других родов трибы); в средней части очень широкий. Сходны по габитусу с Taharana, отличаясь деталями строения гениталий. Род включают в состав подсемейства Coelidiinae.
- Mahellus determinatus Distant, 1917 — Сейшельские острова typus
- Mahellus distanti Nielson, 1982 — Индия